# Günter Kirch
Günter Kirch (* 1. Oktober 1948) ist ein ehemaliger deutscher Fußballspieler.

## Karriere
Kirch lernte das Fußballspielen bei Germania Vossenack. Das Talent wechselte in der B-Jugend zur SG Düren 99. Hier durchlief er von der C- bis zur A-Jugend die Auswahlmannschaften im Fußball-Verband Mittelrhein. Als A-Juniorenspieler wurde er in die westdeutsche Jugendnationalmannschaft berufen und war zu dieser Zeit der einzige Feldspieler im Kader, der aus dem Verband Mittelrhein stammte. In der ersten Saison als Senior etablierte sich Kirch schnell zum Stammspieler bei der SG Düren 99, die damals als Drittligist in der Verbandsliga Mittelrhein spielte. Im zweiten Seniorenjahr erfolgte der Wechsel zum Ligakonkurrenten 1. FC Köln (Amateure). Die folgenden Stationen waren der Bonner SC und Schwarz-Weiß Essen, die in der zweitklassigen Fußball-Regionalliga West spielten. Mit Gründung der  2. Fußball-Bundesliga Süd verpflichtete der FC 08 Homburg den Linksfuß. An der Saar kam es gegen Ende der Spielzeit zu einem Zerwürfnis zwischen Kirch und dem Cheftrainer Uwe Klimaschefski. Spieler und Verein einigten sich auf Vertragsauflösung und eine auf 20.000 DM festgelegte Ablösesumme. Der FSV Frankfurt interessierte sich für Kirch, hatte aber Probleme, die Ablösesumme aufzubringen. Daher wurde für den Transfer und die Finanzierung des Neuzugangs in der heutigen  PSD Bank Arena, dem früheren FSV-Stadion am Bornheimer Hang, ein Förderkreis  gegründet. Sportlich waren für den Spieler die beiden Frankfurter Jahre sehr erfolgreich. FSV-Coach Milovan Beljin funktionierte den offensiven Mittelfeldspieler zu einem Verteidiger um. Auf der linken Außenbahn konnte Kirch so seine Schnelligkeit und technischen Qualitäten optimal einbringen. Nach zwei Jahren am Main wechselte er für eine Saison zu  Godesberg 08 in die Verbandsliga Mittelrhein. Nach fünf Jahren beim TuS 08 Langerwehe, der Ende der 1970er und in den 1980er Jahren in der drittklassigen Oberliga Nordrhein spielte, beendete Kirch im Alter von 34 Jahren seine aktive Laufbahn.            